# Tone Hočevar (kanuist)
Tone Hočevar, slovenski kanuist na divjih vodah, * 4. april 1951, Ljubljana.
Hočevar je za Jugoslavijo nastopil na Poletnih olimpijskih igrah 1972 v Münchnu, kjer je nastopil v slalomu in osvojil 14. mesto. 